# La Venta de Poio
La Venta de Poio és un nucli de població de la comarca del Camp de Túria, al País Valencià. És pedania del municipi de Riba-roja de Túria. El 2009 tenia 108 habitants. Situat en una de les vies que comuniquen València amb l'interior, té el seu origen en l'hostal (Venta) i el mas de Poio.